# 卡洛斯·德卡德纳斯·库尔梅利
卡洛斯·德卡德纳斯·库尔梅利（西班牙語：Carlos de Cárdenas Culmell，1904年1月2日—1994年9月24日），古巴男子帆船运动员。他曾代表古巴参加1948年、1952年和1956年夏季奥林匹克运动会帆船比赛，其中1948年奥运会获得一枚银牌。

## 家庭
儿子卡洛斯·德卡德纳斯·普拉。